# Cylistella fulva
Cylistella fulva là một loài nhện trong họ Salticidae.
Loài này thuộc chi Cylistella. Cylistella fulva được Arthur Merton Chickering miêu tả năm 1946.